# Křekov
Křekov är en ort i Tjeckien.   Den ligger i regionen Zlín, i den östra delen av landet, 280 km öster om huvudstaden Prag. Křekov ligger 383 meter över havet och antalet invånare är 160.
Terrängen runt Křekov är kuperad österut, men västerut är den platt.Runt Křekov är det ganska tätbefolkat, med 108 invånare per kvadratkilometer. Närmaste större samhälle är Slavičín, 8,3 km sydväst om Křekov. Omgivningarna runt Křekov är en mosaik av jordbruksmark och naturlig växtlighet.